# 卡辛巴斯
卡辛巴斯是巴西帕拉伊巴州的一个市镇。总面积142.926平方公里，总人口4224人，人口密度29.6人/平方公里。